# Boventoon

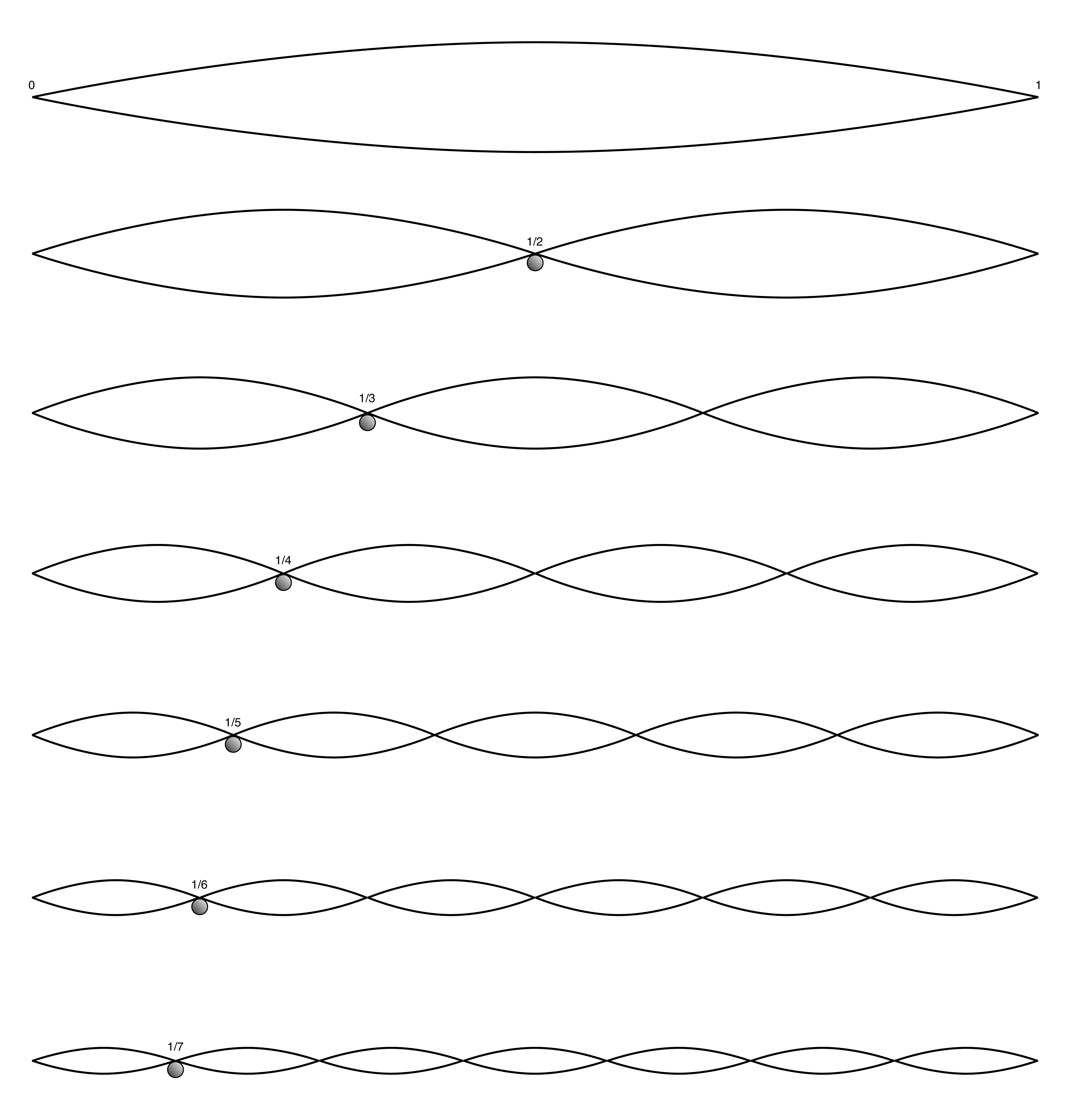
Harmonische boventonen in snaren

Een boventoon is een geluidscomponent waarvan de frequentie hoger ligt dan de door het oor waargenomen grondtoon van dat geluid. Vaak zijn boventonen 'harmonisch', dat wil zeggen dat hun frequenties aliquoten, gehele veelvouden, zijn van de grondtoon. Bij sommige muziekinstrumenten, zoals een klokkenspel, een pauk en de laagste snaren van een piano, zijn boventonen niet harmonisch.
Bij vrijwel alle muziekinstrumenten spelen boventonen een belangrijke rol. Door resonanties in het instrument kunnen de boventonen meer of minder versterkt worden. Welke dit zijn hangt af van de aard van het instrument. Bijvoorbeeld: een klarinet onderscheidt zich in timbre door de afwezigheid van even harmonischen.
Op een gitaar is het gebruikelijk om bij het stemmen flageoletten te spelen. Dit zijn boventonen die gecreëerd worden door de snaar op een eenvoudig breukdeel te onderbreken. De twaalfde fret ligt op de helft, de zevende fret op twee derde en de vijfde fret op drie kwart van de totale snaarlengte.
Bij pijporgels zijn de verschillende voetmaten van de registers gerelateerd aan de boventonen. Een 8'-register (achtvoetsregister) klinkt op normaaltoon, een 4'-register een octaaf hoger (de eerste boventoon), een 3'-register een octaaf+kwint hoger (de tweede boventoon), een 2'-register twee octaven hoger (de derde boventoon) en een 1 3/5'-voetsregister 2 octaven en een grote terts hoger (de vierde boventoon).
Ook de menselijke zangstem heeft boventonen waarmee door articulatie verschillende klankkleuren gemaakt worden. Met een speciale zangtechniek is het zelfs mogelijk de afzonderlijke boventonen zo te benadrukken dat ze afzonderlijk hoorbaar worden en een afzonderlijke melodie kunnen vormen. Deze zangtechniek wordt boventoonzang of keelzang genoemd.
Voor het oor zijn het vooral de relatieve sterktes van de boventonen en de verhouding tot de grondtoon die een instrument bij lange tonen het karakteristieke timbre geven. Om een instrument aan het geluid te kunnen herkennen, is de aanzet van een toon van nog groter belang.

## Begripsverwarring
Een enkele keer wordt het begrip 'boventoon' verward met 'partiaal' of 'deeltoon' en wordt de grondtoon de eerste boventoon genoemd in plaats van de eerste deeltoon.